# Camilla Hansson
Camilla Hansson född 11 oktober 1988 i Stockholm är en svensk fotomodell och skönhetsdrottning. Hansson vann skönhetstävlingen Miss Universe Sweden  2014 i finalen den 28 mars. Hon representerade Sverige i skönhetstävlingen Miss Universum 2014. Hansson vann titeln Miss Earth Sweden 2012 och representerade samma år Sverige i Miss Earth finalen på Filippinerna.